# 大尖山 (新北市萬里區)
大尖山，是台灣新北市萬里區雙興里、溪底里交界處的一座山峰，位於陽明山國家公園範圍內，標高837公尺。該山西南側及西側為瑪鋉溪主流的源流區，東南側為瑪鋉溪支流土地公坑溪的源流區，東北側為瑪鋉溪另一支流頭前溪的源流區。
大尖山是一座火山，其組成岩石主要為兩輝角閃安山岩。:137該山屬於大屯火山群之下的磺嘴山亞群。